# Thomas Hackenberg
Thomas Hackenberg (* 31. Juli 1962 in Köln) ist ein deutscher Schauspieler, Moderator und Autor.

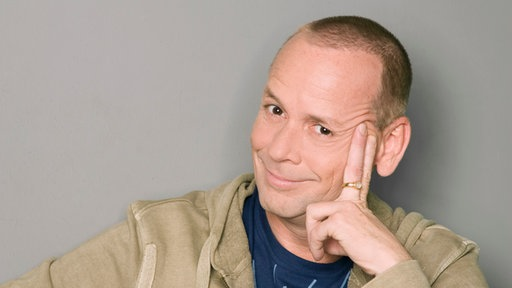
Thomas Hackenberg (2013)

## Leben
Hackenberg spielte zunächst am Kinder- und Jugendtheater der Comedia Colonia in Köln. Bei Radio 100 moderierte er Ende der 80er die Musikshow Potsdamer Hof. Von 1992 bis 1998 war er Mitglied im Ensemble der RTL-Verbrauchershow Wie bitte?!. Etwa zur selben Zeit moderierte er beim Radiosender Eins Live. Danach arbeitete er als Autor, Radiojournalist und Moderator. Von 1986 bis 2016 moderierte er Hörfunkprogramme des Westdeutschen Rundfunks (WDR), so zum Beispiel Die telefonische Mordsberatung, Spielart, Gans und gar – Alles rund ums Essen und LebensArt (alle WDR 5). Außerdem gehörte er von 2002 bis 2007 zur regelmäßigen Besetzung der auf Sat.1 ausgestrahlten Comedysendung Mensch Markus mit Markus Maria Profitlich.
Nach seinem Rückzug aus Hörfunk und Fernsehen trat Hackenberg wieder als Theaterschauspieler auf. Von April 2006 bis Mai 2008 war er auf kabel eins im Quiz Taxi zu sehen. In dieser Rolle hatte er auch einen Cameo-Auftritt in dem Film C.I.S. – Chaoten im Sondereinsatz. Im ARD-Vormittagsmagazin Live nach neun präsentiert Hackenberg in der Rubrik Kochen mit Stern gemeinsam mit dem Sternegastronom Vincent Moissonnier schnell zubereitete Gerichte. Seit September 2023 ist Hackenberg in einer Neuauflage des Quiz Taxi zu sehen. Zunächst wurden 29 Folgen produziert.
Hackenberg lebt im Kölner Stadtteil Klettenberg. Seine Tante väterlicherseits war mit dem früheren SWF-Hörfunkdirektor Manfred Häberlen verheiratet.

## TV-Auftritte
- Glücksritter (Show) (RTL, 1996)
- Lindenstraße (zwischen 1987 und 1997 mehrfache Auftritte in Nebenrollen)
- Wie bitte?! (RTL, 1992–1998)
- Der Ferienmann (RTL, 1998)
- Hackis Yellow Cab (RTL, 1998)
- Barilla Comedy-Küche (Sat.1, 2000)
- Mit Sack und Pack (WDR/SFB, 2001)
- Wilsberg und der Mord ohne Leiche (ZDF, 2001)
- Mensch Markus (Sat.1, 2005–2006)
- Weibsbilder (Sat.1, 2006)
- Quiz Taxi (kabel eins, 2006–2008, 2023)
- Darf man das? (kabel eins, 2006)
- Clipmania (MDR,  2008)
- C.I.S. – Chaoten im Sondereinsatz (RTL, 2010)

## Bühnenauftritte
- Butterbrot (1996)
- Wie wär’s denn Mrs. Markham (2001)
- Die Ermittlung (2002)
- Readings (2000–2005)
- Mensch Markus Live (2004–2005)

## Auszeichnungen
- 1995 Bayerischer Fernsehpreis als Teammitglied von "Wie bitte?!